# الكرفس (جبلة)

تعديل مصدري - تعديل

الكرفس محلة تابعة لقرية القلعة، التابعة لعزلة الشهلي بمديرية جبلة إحدى مديريات محافظة إب في الجمهورية اليمنية، بلغ تعداد سكانها 72 حسب تعداد اليمن لعام 2004.